# John M. Gearin
John McDermeid Gearin, född 15 augusti 1851 i Oregonterritoriet, död 12 november 1930 i Portland, Oregon, var en amerikansk demokratisk politiker. Han representerade delstaten Oregon i USA:s senat 1905–1907.
Gearin studerade vid St. Mary's College och University of Notre Dame. Han studerade sedan juridik och inledde 1873 sin karriär som advokat i Portland. Han tjänstgjorde 1875 son stadsåklagare i Portland. Han var distriktsåklagare i Multnomah County 1884–1886.
Senator John H. Mitchell avled 1905 i ämbetet och guvernör George Earle Chamberlain utnämnde Gearin till senaten. Han efterträddes 1907 av Frederick W. Mulkey.
Gearin avled 1930 och gravsattes på Mount Calvary Cemetery i Portland.